# 閲微草堂筆記
『閲微草堂筆記』（えつびそうどうひっき）は、中国・清の紀昀が著した文言小説集である。

## 概要
蒲松齢『聊斎志異』の流行により、六朝時代の志怪小説復興は模倣者を生み活況を取り戻し始めたが、およそ80年経てこの動きに拍車をかけたのが袁枚（『子不語』の編著者）と紀昀である。「四庫全書」の総纂官であった紀昀は、『聊斎志異』を著書と認めず「才子の筆」であるとし、蒲松齢の才能を認めながらも作者の恣意による架構の世界を展開する戯作として低級なものと主張し、蒲松齢に批判的な姿勢を鮮明にした。
紀昀は、清の乾隆五十四年（1789年）から嘉慶三年（1798年）にかけて、『閲微草堂筆記』を執筆したが、『灤陽消夏録（らんようしょうかろく）』の自序によれば、乾隆54年（1789年）の夏、『四庫全書』事業の作業が終わっており長い昼、かつて見聞した珍しい話を思い出すままに書き綴ったものが『灤陽消夏録』となった。紀昀は字が下手だったので抄胥に清書させて保存するよう命じた。ところが抄胥は清書を2部作り、1部を書店に売って私腹を肥やした。これによって紀暁嵐 著『灤陽消夏録』六巻が刊行され（1789年、紀昀66歳）好評を博したらしい。気を良くした紀昀は以後も執筆を続け、『如是我聞（にゅぜがもん）』四巻（1791年）、『槐西雑志（かいせいざっし）』四巻（1792年）、『姑妄聴之（こもうちょうし）』四巻（1793年）、『灤陽続録（らんようぞくろく）』六巻（1798年、紀昀75歳）の順に単行刊行した。
清の嘉慶五年（1800年）に紀昀門人の盛時彦（せいじげん、字は松雲，順天大興（北京）の人）が合巻し、紀昀が校閲、『閲微草堂筆記』と命名し刊行（原刻本、全5種 24巻 1,200余篇）した。

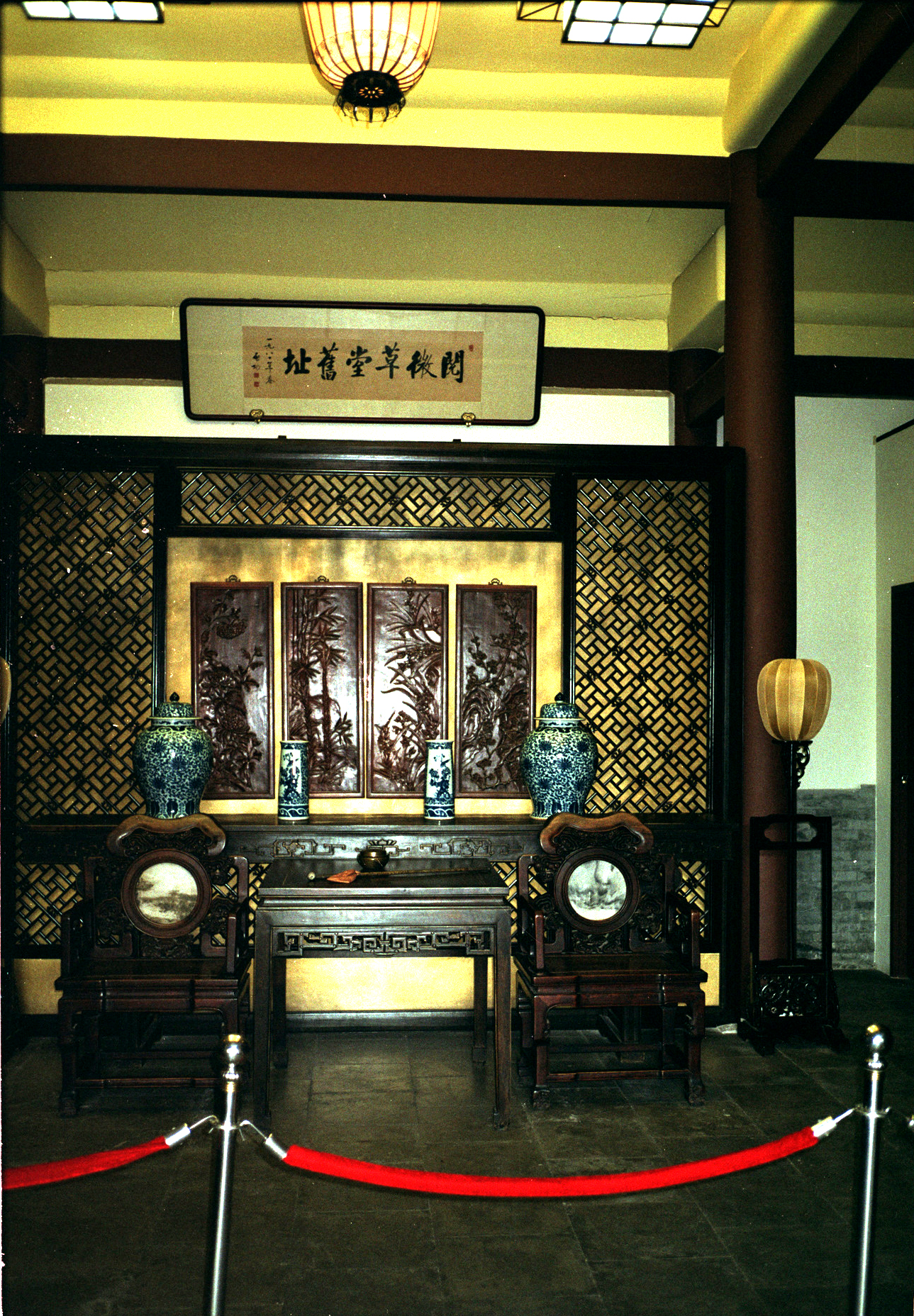
閱微草堂 （紀暁嵐故居（中国語版））

## 日本語訳
- 前野直彬 訳『閲微草堂筆記』 平凡社ライブラリー（上下）、2008年。上）ISBN 978-4582766417、下）ISBN 978-4582766431
  - 元版は『閲微草堂筆記（抄） 子不語（抄）他　中国古典文学大系42』平凡社、1971年

268篇の抄訳。底本は原刻本と紀昀没後2年（1807年）刊行の盛時彦による重刻本を校合したもの
- 黒田真美子 福田素子 編訳注『閲微草堂筆記・子不語・続子不語　中国古典小説選11 清代 Ⅲ』明治書院、2008年。ISBN 9784625664106
原文対比、49篇の抄訳。底本は道光十五年（1835年）序の付いた北平盛による重鐫版刊本

## 注・出典
1. ↑  『清史稿』清史稿 卷三百二十 列傳一百七 紀昀の条。 中国語版ウィキソースに本記事に関連した原文があります：清史稿/卷320。
2. ↑  文言小説とは、中国の古典的文章語である「文言（漢文）」によって著された（短編）小説を指す。この種の小説は魏晋南北朝期の「志怪」、唐代の「伝奇」として隆盛を極めたが、宋代以後は口語的文章語である「白話」による（おおむね長編の）小説（白話小説）が盛んになったため、一部の例外を除き衰退に向かった。このため、中国小説史においてさほど大きな比重を占めてはいなかったこの分野の小説に対し、訳者が仮に付けた総称である。『中国古典文学大系 42　閲微草堂筆記（抄） 子不語（抄） 他』平凡社、前野直彬解説、503頁。
3. ↑  総纂官であった紀昀によれば、「著書」とは、明確な定義と重い意味を持っており、国家が公式に保存し万世に伝えるべき責任を負うもので、当然それにふさわしいメリットと体例（一定の格式）をそなえたものであった。
4. ↑  中国古典文学大系 42。訳者解説、505-506頁。
5. ↑  中国の下級役人。
6. ↑  「閲微草堂」は2003年に北京市文物に指定された「紀暁嵐故居」（中国語版）にある紀昀の旧書斎名。
7. ↑  中国古典文学大系 42、訳者解説、510-511頁。